# Сетник
Сетник (словен. Setnik) — поселення в общині Доброва-Полхов Градець, Осреднєсловенський регіон, Словенія. 
Висота над рівнем моря: 556,8 м.